# گاما (مینی‌سریال)
گاما (ایتالیایی: Gamma) مینی‌سریال ایتالیایی به کارگردانی سالواتوره نوچیتا است که در سال ۱۹۷۵ میلادی منتشر شد.

## بازیگران
- جولیو بروگی
- لائورا بلی
- رجینا بیانکی
- الیو زاموتو
- نیکولتا ریتسی